# Чувак, это мой призрак!
«Чувак, это мой призрак!» (фр. Mon Pote le fantôme; англ. Dude, That’s My Ghost!) — франко-британский мультсериал, созданный в партнёрстве с французской студией Gaumont.

## Сюжет
Для Спенсера Райта, 14-летнего начинающего режиссёра, Беверли-Хайтс — это самый настоящий аттракцион. Но, будучи новеньким в школе, где учатся голливудские короли, он — аутсайдер, которому нет дороги внутрь. Он из тех детей, которые получают своё пособие наличными, а не опционами на акции; найти себя среди всего этого блеска и звёздности — пугающая задача. К счастью, у него есть пропуск в виде его лучшего друга, призрака поп-звезды Билли Джо Кобры…

## Персонажи
- Спенсер Райт (Оливер Подеста) — 14-летний главный герой сериала. Он — начинающий режиссёр и регулярно снимает свои любительские фильмы. Мечтает стать известным кинорежиссёром. Ему особенно нравятся фильмы ужасов, почти все его фильмы так или иначе связаны с зомби или монстрами. Спенсер носит синее ожерелье из гитарных медиаторов, которое раньше принадлежало Билли. Поскольку он недавно приехал в Беверли-Хайтс и сильно отличается от обычных людей (он не богат, не моден и не «голливудский тип»), он конфликтует со многими в своей школе и нажил ряд врагов (директор Понци, Лоло и Клит), хотя справиться с ними ему помогает Билли. Точно так же Спенсер помогает Билли, защищая его от врагов, таких как мадам Икс и Гувер. Обычно ему также приходится помогать решать проблемы, вызванные Билли, в основном связанные с действием его эктоплазмы и/или общими выходками.
- Билли Джо Кобра (Кристоф Лемуан) — ему 19 лет или даже больше. Он очень оптимистичный призрак и лучший друг Спенсера, а также его дальний родственник. Из-за своей бывшей огромной популярности довольно самовлюблённый.

До своей смерти он был чрезвычайно известной поп-звездой, и до сих пор остается очень популярным. Его не видят и не слышат другие люди, если только они не носят личные вещи, принадлежавшие ему до его смерти (например, ожерелье, которое носил Спенсер). Он пытается помочь Спенсеру с его фильмами и больше вписаться в жизнь Голливуда, хотя многие из его усилий обычно приводят к большим проблемам. Он часто описывает свои дни в качестве рок-звезды, что показывает, что он был чрезвычайно усерден в работе (явился на съёмки на два дня позже и отказался говорить, потому что ему не понравились джинсы оператора), любил громить гостиничные номера и уничтожать музыкальные клипы, и имел ужасное отношение к своей команде и персоналу. Также он может быть несколько вспыльчивым, особенно когда кто-то оскорбляет его или его музыку. Обычно песни Билли содержат тексты о том, как сильно он любит себя или как все любят его («Я всё ещё влюблён в себя», «Я — солнце моей жизни», «Ты любишь меня, я люблю меня больше» и т. д.), хотя иногда они связаны с вещами, связанными с экстравагантным образом жизни («Большие яхты и деньги»). Билли чрезвычайно богат: он владеет индивидуальным лимузином, несколькими частными самолётами и яхтами, крокодилом в качестве домашнего питомца и большим особняком, в котором после его смерти теперь живёт семья Райт.
Кроме двух основных персонажей, в мультфильме представлены ещё шесть персонажей первого плана, пять антагонистов и множество второстепенных.

## Русский дубляж
Спенсер Райт — Антон Колесников
Билли Джо Кобра — Даниил Эльдаров

## Выход в эфир
Впервые мультфильм был показан в 2013 году на каналах Disney XD в Великобритании и Disney XD Asia. Через несколько месяцев после первоначального выпуска премьера состоялась на канале Disney XD в Турции и на Ближнем Востоке. К 2015 году сериал транслировался в Канаде на канале BBC Kids.

В России мультсериал транслировался на Гулли (2016) и Дисней (2019)